# Thecla ulia
Thecla ulia är en fjärilsart som beskrevs av Dyar 1913. Thecla ulia ingår i släktet Thecla och familjen juvelvingar. Inga underarter finns listade i Catalogue of Life.